# Ben Collins (piloto)
Ben Collins (n. Brístol, Inglaterra, 13 de febrero de 1975) es un piloto de automovilismo británico.
Desde 1994 ha participado en múltiples categorías de automovilismo incluyendo Fórmula 3, Indy Lights, las 24 Horas de Le Mans, V8 Supercars y el Campeonato Británico de Turismos. 
En televisión participó en Top Gear como el piloto conocido como Stig.